# Herbert Gladstone (1er vicomte Gladstone)
Herbert John Gladstone, 1er vicomte Gladstone, (7 janvier 1854 - 6 mars 1930) est un homme d'État libéral britannique. Fils cadet de William Ewart Gladstone, il est ministre de l'Intérieur de 1905 à 1910 et Gouverneur général d'Afrique du Sud de 1910 à 1914.
Nommé whip en 1899, Gladstone est un innovateur qui fournit une stratégie à long terme, et empêche le parti de se diviser pendant la seconde guerre des Boers, introduit des structures de circonscription plus modernes; et encourage les candidats de la classe ouvrière. Lors de réunions secrètes avec des dirigeants travaillistes en 1903, il conclut le pacte Gladstone-MacDonald. Dans les circonscriptions de deux députés, il s'est arrangé pour que les candidats libéraux et travaillistes ne divisent pas le vote. Les historiens lui accordent une grande partie du mérite du triomphe libéral de 1906, avec 400 députés et une majorité de 243 .
Devenu ministre de l'Intérieur de 1906 à 1908, il est responsable de la Workman's Compensation Act, une loi sur les usines et les ateliers, et en 1908, des huit heures de travail sous terre dans la Coal Mines Regulation Act. L'historien John Grigg déclare que bien que son nom ne figure pas souvent dans une liste de radicaux, son bilan radical est sans égal au sein du gouvernement Campbell-Bannerman. Avec son sous-secrétaire, Herbert Samuel, il parraine pas moins de 34 lois au Parlement pendant son séjour au Home Office .

## Biographie

### Jeunesse et éducation
Il est le plus jeune fils du Premier ministre William Ewart Gladstone et de son épouse Catherine, fille de Sir Stephen Glynne, 8e baronnet, et est né à Downing Street où son père vivait à l'époque en tant que chancelier de l'Échiquier. William Henry Gladstone et Henry Gladstone (1er baron Gladstone de Hawarden) sont ses frères aînés. Il fait ses études au Collège d'Eton et à l'University College d'Oxford et étudie l'histoire au Keble College d'Oxford pendant trois ans.

### Carrière politique
En 1880, Gladstone devient secrétaire particulier de son père. La même année, après s'être présenté sans succès dans la circonscription de Middlesex il est élu député libéral de Leeds et, lors des élections générales de 1885, est réélu au Parlement pour Leeds West. Ayant été Lords du Trésor junior de 1881 à 1885, il est devenu sous-commissaire du Bureau des travaux en 1885. L'année suivante il sert pendant une brève période comme Secrétaire financier au ministère de la Guerre dans la troisième administration de son père. En 1892, au retour de son père au pouvoir, il est nommé sous-secrétaire d'État au ministère de l'Intérieur et deux ans plus tard, il devient premier commissaire aux travaux du gouvernement de Lord Rosebery et est admis au Conseil privé. Les libéraux quittent le pouvoir en 1895. Il devient whip en chef des libéraux en 1899 et en 1903, il négocie au nom des libéraux un pacte électoral avec le Comité de représentation des travailleurs. Il est président de l'Association libérale et radicale de Darlington depuis le début de 1900.
Gladstone reprend des fonctions en 1905 lorsque Henry Campbell-Bannerman le nomme ministre de l'Intérieur. Selon l'historien Ian Machin, Gladstone ne fait pas partie des «premiers libéraux de premier plan tels que Lloyd George et Churchill», mais il joue néanmoins  un grand rôle dans la mise en œuvre d'un certain nombre de réformes de l'aide sociale libérale pendant son mandat, dont les Workmens Compensation Act de 1906, Children Act de 1908 et Trade Boards Act de 1909.
En tant que prince de Galles, le roi Édouard VII entretient des relations chaleureuses et mutuellement respectueuses avec William Ewart Gladstone, que la reine Victoria déteste. Ces sentiments ne s'étendent pas à son fils. En septembre 1908, il autorise les prêtres catholiques romains en vêtements, dirigés par le cardinal Vanutelli, à porter l'hostie en procession dans les rues de Londres. Il y a eu un flot de protestations et le roi demande à Gladstone d'interdire le cortège pour éviter une rupture de la paix. Le ministre de l'Intérieur est en vacances en Écosse à l'époque et n'a pas répondu, donnant lieu à de fausses rumeurs selon lesquelles le roi - qui est connu pour s'intéresser aux rituels catholiques romains à l'étranger - était favorable à la procession. En fin de compte, le Premier ministre Herbert Henry Asquith doit demander à Lord Ripon, le seul ministre catholique du Cabinet, de demander l'annulation de la procession.
L'année suivante, le roi réprimande Gladstone pour avoir nommé deux femmes, Frances Balfour et May Tennant, pour siéger à une commission royale sur la réforme de la loi sur le divorce - le roi pense que le divorce ne pouvait pas être discuté avec "délicatesse ou même décence" devant les dames. Philip Magnus suggère que Gladstone est peut-être devenu un défouloir pour l'irritation générale du roi contre le gouvernement libéral.
Il est limogé lors du remaniement en 1910 et le roi accepte, avec une certaine réticence, de le nommer Gouverneur général d'Afrique du Sud ainsi que le haut-commissaire. Il est nommé Chevalier Commandeur de l'Ordre de Saint-Michel et Saint-Georges et élevé à la pairie en tant que vicomte Gladstone, du comté de Lanark, la même année.

### Fin de carrière
Après son retour d'Afrique du Sud en 1914, Lord Gladstone est nommé Chevalier Grand-Croix de l'Ordre du Bain (GCB) et passe une grande partie de la Première Guerre mondiale à participer à divers organismes de bienfaisance et organisations caritatives, dont le comité des réfugiés de guerre, le South African Hospital Fund et la South African Ambulance en France. Il est nommé Chevalier Grand-Croix de l'Ordre de l'Empire britannique (GBE) en 1917.

## Famille
En 1901, Lord Gladstone épouse Dorothy Mary, fille de Sir Richard Paget, 1er baronnet, qui a vingt ans de moins que lui. Il est décédé en mars 1930, à l'âge de 76 ans, dans sa maison de Ware, et est enterré dans l'église Little Munden de la ville. Il n'a pas eu d'enfants de son mariage et son titre a donc disparu à sa mort. La vicomtesse Gladstone est décédée en juin 1953 .